# Peter van der Sluis
Peter van der Sluis (1 november 1977) is een Nederlands trial- en endurorijder die in 2008 Nederlands kampioen trial werd.

## Trial
Van der Sluis was tussen 1997 en 2006 meermalen lid van het Nederlands team in de Trial des Nations, de belangrijkste wedstrijd voor landenteams ter wereld.. Daarnaast reed hij meerdere wedstrijden op Europees niveau maar wist zich daar niet in de punten te rijden. Op nationaal niveau wist hij in 2008 het Nederlands kampioenschap te veroveren.
In 2012 werd Van der Sluis gevraagd deel te namen aan de Scottish Six Days Trial als fabrieksrijder op een prototype van Greeves. Hij reed de wedstrijd, waaraan een deel van de wereldtop deelnam, uit en eindigde op een 104de plaats.

## Enduro
In 2009 nam Van der Sluis op een Sherco 510cc deel aan het Open Nederlands Kampioenschap Enduro en eindigde als tweede in het algemeen klassement.
In 2018 reed hij opnieuw in het Open Nederlands Kampioenschap Enduro in de klasse Inters EV40 en wist wederom als tweede in het totaalklassement te eindigen.